# Friedrich Peter
Friedrich Peter (Attnang-Puchheim 13 juli 1921 - Wenen 25 september 2005) was een Oostenrijks politicus (VdU, FPÖ). Van 1958 tot 1978 was hij partijleider (Parteiobmann) van de FPÖ.

## Biografie
Ofschoon afkomstig uit een sociaaldemocratisch en burgerlijk milieu sloot hij zich na de Anschluss (1938) aan bij de NSDAP en trad op zeventienjarige leeftijd toe tot de Waffen-SS. Tijdens de Tweede Wereldoorlog vocht hij zowel aan het west- als aan het oostfront en bereikte de rang van Obersturmführer. Zijn eenheid was vanaf 1941 verantwoordelijk voor de systematische executie van honderdduizenden joden. Na de oorlog ontkende hij echter iedere betrokkenheid. 
Van 1945 tot 1946 was hij geïnterneerd in een Amerikaans krijgsgevangenkamp en was daarna werkzaam als onderwijzer. Later werd hij schoolinspecteur. Peter sloot zich aan bij het rechts-populistische en nationaal-liberale Verband der Unabhängigen (VdU), een partij die in 1949 werd opgericht. Deze partij ging in 1956 voor een groot deel op in de Freiheitliche Partei Österreichs (FPÖ). Hij vertegenwoordigde de VdU en later de FPÖ van 1955 tot 1966 in de landdag van Opper-Oostenrijk. In 1958 werd hij gekozen tot partijleider van de FPÖ en in 1966 werd hij in de Nationale Raad, het lagerhuis van het parlement, gekozen en was sinds 1970 fractievoorzitter.
Ondanks zijn extremistische en fascistische achtergrond wierp hij zichzelf op als een gematigd figuur binnen zijn partij en zocht toenadering tot de Sozialistische Partei Österreichs (SPÖ), hetgeen stuitte op fel verzet van de rechtse nationalisten binnen de FPÖ. Hij zette echter zijn liberaliseringsbeleid binnen de partij voort en ontwikkelde goede contacten binnen de SPÖ. Tijdens een partijdag in 1964 verklaarde hij dat "nationale en liberale krachten allebei hun plek binnen de FPÖ hebben". 
Na de parlementsverkiezingen van 1970, waarbij de SPÖ onder Bruno Kreisky een minderheidskabinet vormde, bleken Peter en zijn partij bereid te zijn gedoogsteun te verlenen aan het kabinet in ruil voor een hervorming van de kieswet waardoor kleinere partijen voortaan gemakkelijker meer zetels in het parlement konden krijgen. Na de hervorming van de kieswet werden in 1971 nieuwe verkiezingen gehouden waarbij de FPÖ er in slaagde om het zetelaantal te doen vermeerderen. 
Simon Wiesenthal, de Oostenrijkse nazi-jager, publiceerde na de verkiezingen van 1975 een rapport over het verleden van Friedrich Peter. In dit rapport kwamen de misdaden van Peter en diens SS-eenheid aan het licht. Hoewel zelf vervolgd tijdens de Tweede Wereldoorlog, nam bondskanselier Kreisky het op voor Peter en betichtte Wiesenthal van "maffiapraktijken" en collaboratie met de Gestapo. 
In 1978 trad Peter terug als partijleider en werd opgevolgd door de burgemeester van Graz, Alexander Götz. Op de achtergrond bleef Peter evenwel invloed uitoefenen op het beleid van de FPÖ. Na de parlementsverkiezingen van 1983 onderhandelde hij namens zijn partij met de SPÖ over de coalitie die op 24 mei 1983 aantrad. De hem aangeboden post van tweede plaatsvervangend parlementsvoorzitter wees hij na hevige protesten af. In 1986 trad hij terug als parlementslid.
Zijn relatie met Jörg Haider was gespannen. Het kwam in 1992 tot een openlijke breuk toen de laatste zich positief uitsprak over de werkgelegenheidspolitiek van het Derde Rijk. In hetzelfde jaar verliet hij de FPÖ.
Friedrich Peter overleed in 2005.